# Atlas Maior
L'Atlas Maior (1662-1667) o Atlas Novus (1635-1658), com van ser anomenades les edicions anteriors, és un atles mundial, concebut per Willem Blaeu i compilat pel seu fill Joan Blaeu, que no va ser completat fins al 1665. És la versió final de l'atles de Joan Blaeu, publicat a Amsterdam entre 1662 i 1672, a Amèrica (11 volums), francès (12 volums), holandès (9 volums), alemany (10 volums) i espanyol (10 volums), que conté 594 mapes i unes 3.000 pàgines de text. Va ser el llibre més gran i car publicat al segle xvii. Des de 1634 es van publicar versions anteriors, titulades Theatrum Orbis Terrarum, sive, Atlas Novus. Al igual que el Theatrum Orbis Terrarum d' Abraham Ortelius (1570), l' Atles Maior és àmpliament considerat com una obra mestra de l'Edat d'Or de la cartografia holandesa (aproximadament entre els anys 1570 i 1670).
L'obra original es componia d'onze volums, en llatí, i contenia 594 mapes. El títol complet de Theatrum Orbis Terrarum, sive Atlas Novus in quo tabulae et Description Òmnium Regionum es refereix a l'origen de l'edició. Està basada en una obra anterior d'Abraham Ortelius, Theatrum Orbis Terrarum de 1570. el 1629 Willem Blaeu havia ampliat els seus fons de mapes amb la compra de les planxes utilitzades per Abraham Ortelius per al Theatrum Orbis Terrarum.

## Història

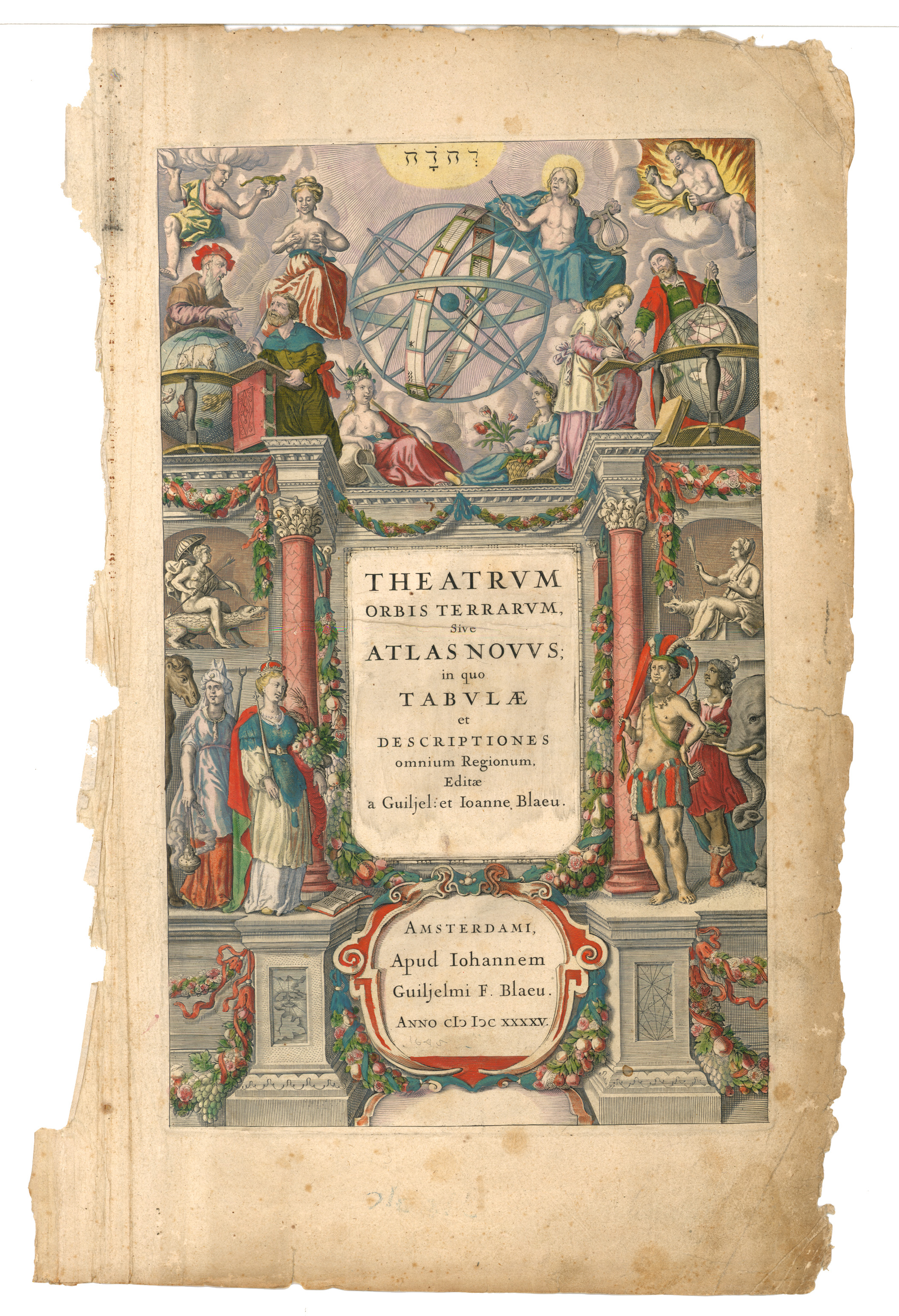
Portada del Atlas novus, precursor de l' Atlas major, 1645

En algun lloc, cap al 1604, Willem Blaeu es va establir a Amsterdam i va obrir una botiga a Damrak, on va produir i vendre instruments científics, globus i mapes. També va ser editor, editor i gravador .

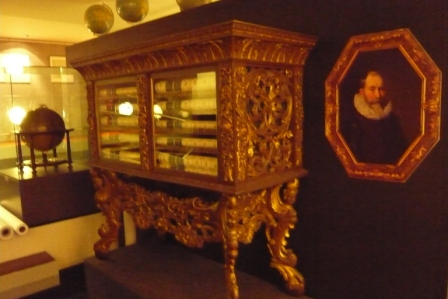
Joan i Willem Blaeu Atlas en 11 volums amb enquadernació de pell blanca amb fulla d'or i moble especial per a guardar-lo, al costat d'un retrat de Willem Blaeu, còpia a les col·leccions especials de la Universitat d'Amsterdam

El 1629, Willem Blaeu va comprar les plaques de coure de diverses desenes de mapes a la vídua de Jodocus Hondius II. Després, va publicar un Apèndix de l'Atlàntida a l'atles de Mercator el 1630, que conté 60 mapes, però sense text. L'any següent es va publicar una nova edició, amb 98 mapes i text descriptiu en llatí.
Willem i el seu fill Joan Blaeu van fer un anunci públic en un diari d'Amsterdam que publicarien el seu propi atles complet el 1634. El seu primer atles es va completar el 1635 i va aparèixer en quatre versions diferents: Novus Atlas (edició alemanya, 208 mapes en dos volums.), Theatrum Orbis Terrarum, sive, Atlas Novus (edició llatina, 207 mapes en dos volums; el títol es refereix a Ortelius ' Theatrum Orbis Terrarum), Toonneel des Aerdrycks (edició holandesa, també 207 mapes en dos volums) i finalment Theatre du Monde ou Nouvel Atlas (edició francesa, 208 mapes en dos volums (com l'edició alemanya)).
Després de la mort del seu pare, el 1638, Joan continuà treballant i ampliant l'atles. Es va publicar una edició de tres volums des de 1640 en endavant. Joan tard va publicar el Atles d'Anglaterra amb mapes de la velocitat de Joan, el Atles d'Escòcia (1654) amb mapes de Timoteu Pont i Robert Gordon, i Martino Martini 's Novus Atles Sinensis (Atles Xina, 1655), que s'afegeix com respectivament el quart, cinquè i sisè volums de l' Atles Novus de Blaeu .
La versió final de l'atles es va publicar com a Atlas Maior i contenia 594 mapes en onze (edició llatina: Geographia qvæ est cosmographiæ Blavianæ), dotze (edició francesa: Le grand atlas ou Cosmographie blaviane, en laquelle est exactement descritte la terre, la mer et le ciel), nou (edició holandesa: Grooten atlas, oft waslt-beschryving, in welcke 't aertryck, de zee en hemel wordt vertoont en beschreven) o deu volums (edició alemanya). Aquesta versió final de l' Atles Maiorva ser el llibre més gran i expansiu publicat al segle xvii. Els primers volums es van publicar el 1662, el darrer volum es va acabar el 1665, tot i que Joan va continuar treballant diversos volums. També va començar a crear una edició espanyola de 12 volums, però, només se'n van acabar 10 volums.
Tanmateix, aquest atlas de 9 a 12 volums només es volia que fos la primera part d'una obra molt més gran, que s'il·lustra en el títol complet de l'atles: Atlas Maior, Sive Cosmographia Blaviana, qua solum, salum, coelum, accuratissime describuntur (Grand Atlas o Cosmografia de Blaeu, en què es descriuen amb més precisió la terra, el mar i el cel). La segona part (sobre les costes, mars i oceans) i la tercera (amb mapes dels cels) no es van produir mai.
El 1672, va esclatar un incendi al taller. Joan Blaeu va morir l'any següent. No es van publicar noves edicions dels seus atles i el negoci familiar va fer fallida en pocs anys.

## Obres
Obres generals i introductòries:
- Walter A. Goffart, Historical Atlases: The First Three Hundred Years, 1570-1870. University of Chicago Press, 2003, ISBN 0-226-30071-4. (anglès)
- John Goss & Peter Clark, Blaeu – Der große Atlas: die Welt im 17. Jahrhundert. Wien 1990, ISBN 3-701-40304-X (alemany)
- J. Keuning, Willem Jansz. Blaeu. A biography and history of his work as a cartographer and publisher. Rev. and ed. by M. Donkersloot-De Vrij. Amsterdam 1973 (anglès)
- C. Koeman, Joan Blaeu and his 'Grand atlas'. Amsterdam 1970. (anglès)
- Ute Schneider, Die Macht der Karten. Eine Geschichte der Kartographie vom Mittelalter bis heute. Primus Verlag, 2004, ISBN 3-89678-243-6. (alemany)
- R. Shirley, The mapping of the world. Early printed world maps, 1472-1700. London 1983 (anglès)
- F. Wawrik, Berühmte Atlanten. Kartographische Kunst aus fünf Jahrhunderten. Dortmund 1982 (alemany)

Descripcions bibliogràfiques dels atles:
- (en anglès)

Reproduccions modernes:
- Joan Blaeu, Le grand atlas ou Cosmographie blaviane, en laquelle est exactement descritte la terre, la mer et le ciel (1663), 12 volums. La tercera edició centenària. Amsterdam 1967-1968 (en francès)

- Taschen editions based on the Atlas Blaeu-Van der Hem of the Österreichische Nationalbibliothek, Vienna: 
  - Peter van der Krogt, Joan Blaeu. Atlas Maior of 1665.  Taschen Verlag, 2005. ISBN 3-8228-3125-5. (alemany)[2]
  - Peter van der Krogt, Joan Blaeu. Atlas Maior of 1665.  Taschen Verlag, 2005. ISBN 3-8228-4680-5. (anglès)
  - Peter van der Krogt, Joan Blaeu. Atlas Maior of 1665.  Taschen Verlag, 2005. ISBN 3-8228-4155-2. (italià)
  - Peter van der Krogt, Joan Blaeu. Atlas Maior of 1665.  Barnes & Noble, 2006. ISBN 978-0-7607-8206-4. (anglès)[3]
  - Peter van der Krogt, Joan Blaeu. Atlas Maior of 1665 - Germania, Austria & Helvetia, 2 vol..  Taschen Verlag, 2006. ISBN 3822851027. (alemany)
  - Peter van der Krogt, Joan Blaeu. Atlas Maior of 1665 - Belgica Regia & Belgica Foederata.  Taschen Verlag, 2006. ISBN 3822851035. (neerlandès)
  - Peter van der Krogt, Joan Blaeu. Atlas Maior of 1665 - Anglia, Scotia & Hibernia, 2 vol..  Taschen Verlag, 2006. ISBN 3822851043. (anglès)
  - Peter van der Krogt, Joan Blaeu. Atlas Maior of 1665 - Gallia.  Taschen Verlag, 2006. ISBN 3822851051. (francès)
  - Peter van der Krogt, Joan Blaeu. Atlas Maior of 1665 - Italia.  Taschen Verlag, 2006. ISBN 3822851078. (italià)
  - Peter van der Krogt, Joan Blaeu. Atlas Maior of 1665 - Hispania, Portugallia, America & Africa.  Taschen Verlag, 2006. ISBN 382285106X. (castellà)
  - Peter van der Krogt, Joan Blaeu. Atlas Maior of 1665 - Belgica Regia & Belgica Foederata.  Librero, 2010. ISBN 978-90-8998-041-0. (neerlandès)[4]
  - Peter van der Krogt, Joan Blaeu. Atlas Maior of 1665.  Taschen Verlag, 2010. ISBN 978-3-8365-2411-7. (alemany)[5]
  - Peter van der Krogt, Joan Blaeu. Atlas Maior of 1665.  Taschen Verlag, 2010. ISBN 978-3-8365-2413-1. (anglès)
  - Peter van der Krogt, Joan Blaeu. Atlas Maior of 1665.  Taschen Verlag, 2010. ISBN 978-3-8365-2412-4. (italià)